# Vicious Cycle
Vicious Cycle  é o décimo segundo álbum da banda americana Lynyrd Skynyrd, lançado em  2003.

## Faixas
1. "That's How I Like It" (Eric Blair, Rickey Medlocke, Gary Rossington, Hughie Thomasson, Johnny Van Zant) – 4:33
2. "Pick Em Up" (Tom Hambridge, Medlocke, J. Van Zant) – 4:20
3. "Dead Man Walkin'" (Kevin Bowe, Medlocke, Rossington, Thomasson, J. Van Zant) – 4:30
4. "The Way" (Medlocke, Rossington, Thomasson, J. Van Zant) – 5:32
5. "Red White & Blue" (Donnie Van Zant, J. Van Zant, Brad Warren, Brett Warren) – 5:31
6. "Sweet Mama" (Hambridge, D. Van Zant, Robert White Johnson) – 3:59
7. "All Funked Up" (Medlocke, Jim Peterik, Rossington, Thomasson, J. Van Zant) – 3:33
8. "Hell or Heaven" (Medlocke, Peterik, Rossington, Thomasson, J. Van Zant) – 5:14
9. "Mad Hatter" (Hambridge, Medlocke, Rossington, Thomasson, J. Van Zant) – 5:38
10. "Rockin' Little Town" (Hambridge, Medlocke, Rossington, Thomasson, J. Van Zant) – 3:36
11. "Crawl" (Medlocke, Peterik, Rossington, Thomasson, J. Van Zant) – 5:09
12. "Jake" (Hambridge, Medlocke, Rossington, Thomasson, J. Van Zant) – 3:41
13. "Life's Lessons" (Medlocke, Peterik, Rossington, Thomasson, J. Van Zant) – 5:59
14. "Lucky Man" (Medlocke, Rossington, Thomasson, J. Van Zant) – 5:35
15. "Gimme Back My Bullets" (Bonus Track featuring Kid Rock) (Rossington, Ronnie Van Zant) - 3:41

## Créditos
- Johnny Van Zant – vocal
- Gary Rossington – guitarra
- Billy Powell – teclado
- Ean Evans – baixo
- Michael Cartellone – bateria
- Rickey Medlocke – guitarra e vocais
- Hughie Thomasson – guitarra e vocais
- Leon Wilkeson -baixo em "The Way" e "Lucky Man"